# 磯崎功典
磯崎 功典（いそざき よしのり、1953年8月9日 - ）は日本の実業家。キリンホールディングス会長CEO。神奈川県小田原市出身。

## 経歴
出典：
- 1953年8月9日 - 神奈川県小田原市で生まれる。
- 1972年3月 - 神奈川県立小田原高等学校 卒業[2]
- 1977年3月 - 慶應義塾大学経済学部 卒業
- 1977年4月 - キリンビール株式会社 入社 神戸支店
- 1984年5月 - 事業開発部国内事業開発担当
- 1988年8月 - 海外留学（コーネル大学ホテル経営学部）
- 1991年9月 - 事業開発部（ロサンゼルス駐在）
- 1992年8月 - 経営企画室
- 1995年5月 - ビール事業本部企画部
- 1998年10月 - キリンホテル開発株式会社
- 1999年11月 - ホテル＜ホップインアミング＞総支配人
- 2001年4月 - 広報部 担当部長
- 2004年3月 - サンミゲル社（フィリピン）副社長
- 2007年3月 - 経営企画部 部長
- 2007年7月 - キリンホールディングス株式会社 経営企画部長
- 2010年3月 - キリンホールディングス株式会社 常務取締役
- 2012年3月 - キリンビール株式会社 代表取締役社長
- 2013年1月 - キリン株式会社 代表取締役社長 兼 キリンビール株式会社 代表取締役社長
- 2015年 - キリンホールディングス株式会社 代表取締役社長（〜2024年）
- 2021年 - 麒麟麦酒社長布施孝之の死去を受け、当面同社社長を兼務
- 2024年 - キリンホールディングス株式会社 代表取締役会長CEO

## 人物
- 中学3年の時に父が脳梗塞で倒れたが、高校3年の時に後遺症こそ残ったものの奇跡的に回復した[2]。
- 高校時代は吹奏楽部に所属していたが、途中で辞めて実家の農家を手伝いをしなければならない状況に陥ったこともあった[2]。

## テレビ番組
- 日経スペシャル カンブリア宮殿 巨大ビール会社を大改造せよ! 変化を恐れないキリンの挑戦（2020年11月26日、テレビ東京）- キリンホールディングス社長 磯崎功典出演[3]。